# Redukujući ekvivalent
U biohemijji, termin redukujući ekvivalent se odnosi na pripadnike hemijske vrste koja prenosi ekvivalent jednog elektrona u redoks reakcijama. Primeri redukujućih ekvivalenata su:
- Slobodni elektron (npr u reakcijama u kojima učestvuju metalni joni)
- Vodonični atom (koji se sastoji od protona i elektrona)
- Hidridni jon (:H−) koji nosi sva elektrona (na primer u reakcijama u kojima učestvuje NAD)